# Antrim (grevskap)

Antrims läge i Nordirland

Antrim (iriska: Aontroim) är ett grevskap på Nordirland. Den traditionella huvudorten var Antrim; senare var Ballymena huvudort, men sedan 1973 saknar grevskapet administrativ funktion och därmed en officiellt definierad huvudort.

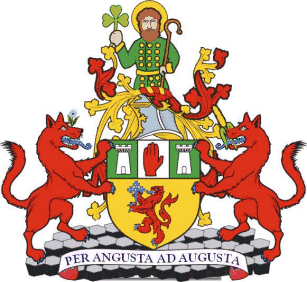
Grevskapets vapen.

## Städer och samhällen
- Antrim
- Belfast (delvis i Down)
- Ballycastle, Ballyclare, Ballymena, Ballymoney, Bushmills
- Carrickfergus
- Glengormley
- Larne
- Newtownabbey
- Portrush